# Indian Women’s League 2018/19
Die Indian Women’s League 2018/19 war die dritte Spielzeit der indischen Fußballliga der Frauen gewesen. Titelverteidiger war Rising Student's Club. Die Saison begann mit der Hauptrunde im Mai 2019 und endete ebenfalls im Mai 2019 mit dem Meisterschaftsfinale.

## Modus
Zuerst spielten alle Vereine verteilt auf zwei Gruppen um die Meisterschaftsrunde. Die jeweils besten 2 Mannschaften erreichten das Meisterschafts-Halbfinale. Der Gewinner des Finales, wurde IWL-Meister 2018/19.

## Ausländische Spieler
Jeder Verein darf nur 3 Ausländische Spieler während der Saison verpflichten. Des Weiteren darf jedes Team drei Ausländische Spieler gleichzeitig während eines Spieles einsetzen.
| Mannschaft              | Spieler 1                    | Spieler 2          | Spieler 3 |
| ----------------------- | ---------------------------- | ------------------ | --------- |
| Bangalore United FC     | Tanvie Hans                  |                    |           |
| Baroda Football Academy |                              |                    |           |
| Central SSB Women’s     |                              |                    |           |
| FC Alakhpura            |                              |                    |           |
| FC Kolhapur City        | Ayomide Awawu Anibaba        | Crystal Nnenna Eke |           |
| Hans Women’s FC         | Uchenna Rita Casta Ukachukwu |                    |           |
| Gokulam Kerala FC       |                              |                    |           |
| Manipur Police SC       |                              |                    |           |
| Panjim Footballers      |                              |                    |           |
| Rising Student's Club   |                              |                    |           |
| SAI-STC Cuttack         |                              |                    |           |
| Sethu FC                | Sabitra Bhandari             | Anita Basnet       |           |

## Qualifikation
Die Qualifikation erfolgte über die Provinz-Qualifikation. Die Meister der Provinzen qualifizierten sich für die IWL 2019.

## Hauptrunde

### Gruppe A
| Pl. | Verein                    | Sp. | S | U | N | Tore    | Diff. | Punkte |
| --- | ------------------------- | --- | - | - | - | ------- | ----- | ------ |
| 1.  | Gokulam Kerala FC         | 5   | 5 | 0 | 0 | 016:100 | +15   | 15     |
| 2.  | Central SSB Women’s       | 5   | 4 | 1 | 0 | 010:700 | +3    | 13     |
| 3.  | Hans Women’s FC           | 5   | 2 | 0 | 3 | 006:900 | −3    | 06     |
| 4.  | Panjim Footballers        | 5   | 1 | 1 | 3 | 007:130 | −6    | 04     |
| 5.  | Rising Student's Club (M) | 5   | 1 | 1 | 3 | 004:100 | −6    | 04     |
| 6.  | FC Alakhpura              | 5   | 1 | 0 | 4 | 003:600 | −3    | 03     |

| Nach 5. Spieltag:                            |                                            |
| Teilnahme an der Meisterschaftsrunde der IWL |                                            |
| Zum Saisonende 2017/18:                      |                                            |
| (M)                                          | Amtierender Meister: Rising Student's Club |
|                                              |                                            |

### Gruppe B
| Pl. | Verein                  | Sp. | S | U | N | Tore    | Diff. | Punkte |
| --- | ----------------------- | --- | - | - | - | ------- | ----- | ------ |
| 1.  | Sethu FC                | 5   | 5 | 0 | 0 | 034:400 | +30   | 15     |
| 2.  | Manipur Police SC       | 5   | 4 | 0 | 1 | 037:800 | +29   | 12     |
| 3.  | FC Kolhapur City        | 5   | 2 | 1 | 2 | 008:200 | −12   | 07     |
| 4.  | SAI-STC Cuttack         | 5   | 2 | 0 | 3 | 005:210 | −16   | 06     |
| 5.  | Bangalore United FC     | 5   | 1 | 1 | 3 | 003:150 | −12   | 04     |
| 6.  | Baroda Football Academy | 5   | 0 | 0 | 5 | 004:230 | −19   | 0      |

| Nach 5. Spieltag:                            |  |
| Teilnahme an der Meisterschaftsrunde der IWL |  |
|                                              |  |

### Meisterschaftsrunde
- Halbfinale, 20. Mai 2019

|                   | Ergebnis |                     |
| ----------------- | -------- | ------------------- |
| Gokulam Kerala FC | 2:4      | Manipur Police SC   |
| Sethu FC          | 8:1      | Central SSB Women’s |

- Finale, 22. Mai 2019

|                   | Ergebnis |          |
| ----------------- | -------- | -------- |
| Manipur Police SC | 1:3      | Sethu FC |